# Melchior Anderegg
Melchior Anderegg, né le 28 mars 1828 à Zaun près de Meiringen et mort le 8 décembre 1914 à Hausen près de Meiringen, est un alpiniste et guide suisse qui a réalisé plusieurs premières ascensions dans les Alpes, parfois avec son cousin Jakob Anderegg.

## Biographie

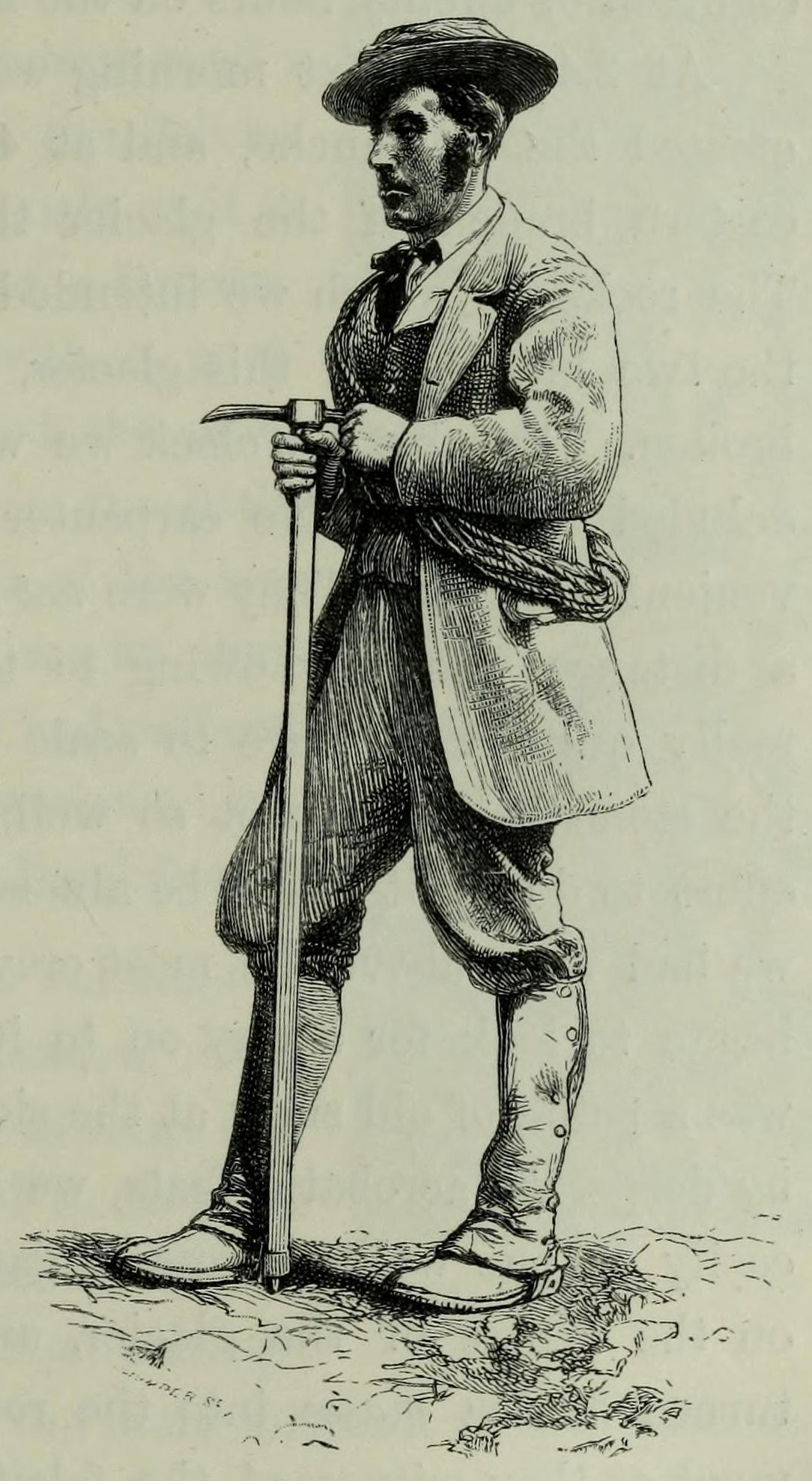
Melchior Anderegg vers 1870 - gravure de Edward Whymper

### L'apprentissage
Dès son plus jeune âge, Melchior Anderegg alors domestique, ne manque pas une occasion d'emmener les voyageurs en excursion. Devenu propriétaire avec ses frères d'une petite auberge, il peut alors se consacrer à la montagne. Ses premiers vrais clients sont Thomas Woodbine Hinchliff et W. Dundas.

### Le «roi des guides»
Christian Almer et lui sont en 1865 les premiers suisses à avoir obtenu une licence de guide. C'est pourquoi Anderegg était surnommé aussi le « roi des guides ». Il a été surtout guide pour des anglais dont Leslie Stephen qui a fondé l’Alpine Club. Dans ses Escalades dans les Alpes, Edward Whymper décrit sa réputation : 
« Who is Melchior Anderegg? Those who ask the question cannot have been in Alpine Switzerland, where the name of Melchior is as well known as the name of Napoleon. Melchior, too, is an Emperor in his way—a very Prince among guides. His empire is amongst the 'eternal snows,'—his sceptre is an ice-axe. »
— Edward Whymper, Scrambles amongst the Alps

« Qu'est ce que Melchior Anderegg ? Ceux qui me font cette question n'ont certes pas voyagé dans les Alpes suisses, où le nom de Melchior est aussi connu que celui de Napoléon. Melchior, lui aussi, est un empereur dans son genre, - un véritable prince parmi les guides. Son empire, à lui, ce sont « les neiges éternelles », et son sceptre est une hache à glace. »
— Scrambles amongst the Alps
Melchior Anderegg, plus familièrement et peut-être plus généralement connu sous le seul nom de Melchior, est né à Zaun, près de Meiringen, le 6 avril 1828. La petite notice de Hinchdiff, l'été dans les Alpes, le fit pour la première fois connaître aux touristes, car au moment où ce livre parut, un très-petit nombre de personnes en avaient entendu parler. En 1855, il était préposé au nettoyage des bottes à l'hôtel du Grimsel. Quand, à cette époque, il accompagnait quelque expédition, c'était au bénéfice de son maître, le propriétaire de l'hôtel : Melchior lui-même n'avait droit qu'au trinkgelt (pourboire). En 1856 il alla à l'auberge de Schwarenbach sur la Gemmi, où il employait son temps à sculpter de menus objets en bois qu'il vendait aux voyageurs. Il fit en 1856 de nombreuses excursions avec MM. Hinchcliff et Stephen, et leur prouva qu'il possédait au plus haut degré une adresse rare, jointe à un courage indomptable et à un admirable caractère. Depuis lors il a joui d'une réputation incontestée, et pendant longtemps il n'y eut pas de guide plus recherché. Il est ordinairement retenu une année à l'avance. Dire ce qu'il n'a pas fait serait peut-être une tâche plus facile que d'énumérer ses exploits. Un succès continu l'accompagne, quoi qu'il entreprenne ; partout où il va, il conduit ceux qui le suivent à la victoire, mais non à la mort. Aucun accident n'est arrivé, que je sache, aux voyageurs dont il a été le guide. Ainsi que son ami Almer, il peut être appelé un homme sûr. C'est le plus grand éloge qu'on puisse accorder à un guide de premier rang. »

## Ascensions

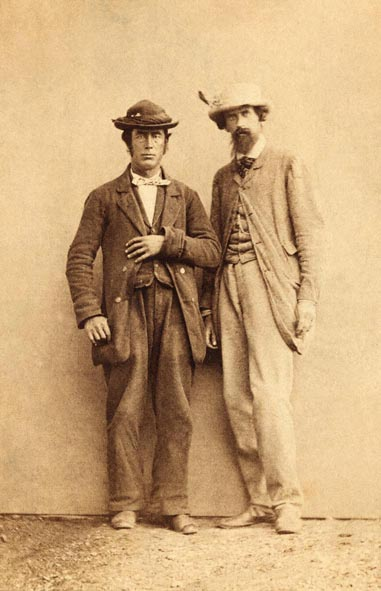
Melchior Anderegg (à gauche) avec son client anglais Leslie Stephen, vers 1870

- 1859 - Arête des Bosses dans le massif du Mont-Blanc (la première aurait été faite par Marie Couttet vers 1840)[4]
- 1859 - Rimpfischhorn, avec Leslie Stephen, Robert Liveing et le guide Johann Zumtaugwald, le 9 septembre
- 1860 - Alphubel avec T.W. Hinchliff, Leslie Stephen et le guide Peter Perren, le 9 août
- 1861 - Mont Blanc par l'arête du Goûter avec Leslie Stephen, Francis Fox Tuckett et les guides Johann Joseph Bennen et Peter Perren, le 18 juillet[4]
- 1860 - Blüemlisalphorn avec R. Liveing, Leslie Stephen, J.K. Stone et les guides F. Ogi, et P. Simond, le 27 août[4]
- 1862 - Monte Disgrazia avec Leslie Stephen, E. S. Kennedy, le 24 août[4]
- 1863 - Dent d'Hérens avec Florence Crauford Grove, William Edward Hall, Reginald Somerled Macdonald, Montagu Woodmass, et les guides Jean-Pierre Cachat et Peter Perren, le 12 août[4]
- 1863 - Pointe Parrot avec Florence Crauford Grove, William Edward Hall, Reginald Somerled Macdonald, Montagu Woodmass et le guide Peter Perren, le 16 août
- 1863 - Arête SE du Mönch avec R. J. S. Macdonald et le guide Christian Almer, le 29 juillet[4]
- 1864 - Balmhorn avec Frank, Lucy et Horace Walker et Jakob Anderegg, le 21 juillet[4]
- 1864 - Arête SE de la Jungfrau avec Florence Crauford Grove, Leslie Stephen, R. J. S. Macdonald et le guide J. Bishoff, le 9 août[4]
- 1864 - Zinalrothorn avec Leslie Stephen, Florence Crauford Grove et Jakob Anderreg, le 22 août[4]
- 1865 - Pigne d'Arolla avec A. W. Moore et Jakob Anderegg, le 9 juillet
- 1865 - Éperon de la Brenva au mont Blanc avec George Spencer Mathews, A. W. Moore, Frank et Horace Walker, et Melchior Anderegg, le 15 juillet[4]
- 1868 - Pointe Walker des Grandes Jorasses avec Horace Walker et les guides Johann Jaun et Julien Grange, le 30 juin

## Bibliographie

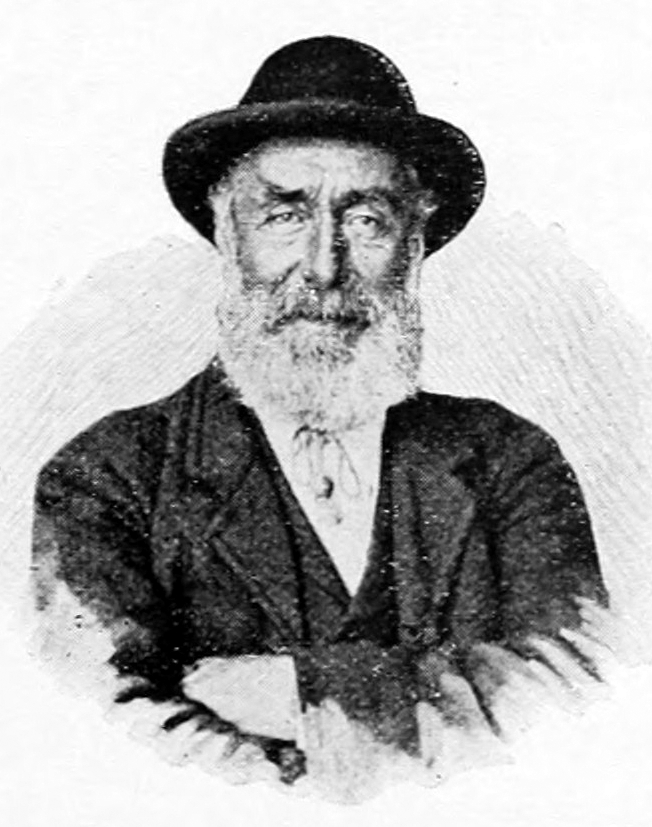